# منتخب روسيا لكرة اليد للشابات
منتخب روسيا لكرة اليد للشابات هو ممثل روسيا الرسمي في المنافسات الدولية في كرة اليد للشابات.